# 臨時的採用教員
臨時的採用教員（りんじてきさいようきょういん）とは、小学校・中学校・高等学校において、当該教員免許状を有していることを条件に、期間を限って任用される教員を指す。国公立学校の場合は、正規の「採用」ではなく「任用」なので、正式には「臨時的任用職員」たる教員であり、略称として「臨採」「臨時教員」「地公臨」などが使われる。また、その職名と勤務形態から、「常勤講師」と呼ばれることがある。

## 概要
教員の産休や病休などによる一時的欠員を補う目的によることが多く、教員免許状を取得しているが、教員採用試験に不合格だった者が、採用されるまでの間の職としていることが多い。また、近年の財政問題などから、一時的な欠員ではなく、本来の教員定数の不足を補うための、いわゆる「定数内臨時教員」という形態も見られる。ただし、非常勤職ではなく、あくまでも常勤職であるので、同一賃金・同一責任の原則の下、正規採用の教員と同一の職責を担っている。そのため、学級担任なども含めた校務分掌や部活動の顧問に任命されることがある。また地域間の差や規定の任用期間を超えて任用されている実態もある。
一方で、任用期間があるがゆえに身分保障が薄く、長く続けていても期間が終了するごとに退職金の算定基礎となる勤続年数がリセットされてしまう等の不利益が指摘されている。一方、臨時教員の経験が一定期間あることを条件に、正規の教員採用試験の年齢制限を撤廃してハードルを下げている都道府県や政令指定都市の教育委員会もある。
任用方法については、任命権者（都道府県、政令指定都市の教育委員会）によって異なるが、教員免許状を持っていることを前提に、教育事務所（小・中学校）、都道府県教育委員会事務局（高等学校・特別支援学校）で登録した者の中から学校の要望に応じて面接のうえ任用される場合と、別途、任用試験の合格者から任用される場合とがある。

## 「空白の一日」問題
臨時的任用職員は、地方公務員法第22条で、その任用期間が「6ヶ月以内、更新1回（6ヶ月以内）」と定められている。そのため、仮に次年度からの任用が決まっていても、前述の条件に納めるために一旦任期を終え（退職）、数日の空白期間を空ける必要がある。便宜上、その任期が3月30日までとされていることが多いため、翌31日を「空白の一日」と呼ぶことがある。従来、この期間は社会保険や年金の対象外となることが多かったため、「この期間があるがために、一時的に（1日だけ）国民年金・国民健康保険に加入する」必要が生じていた。各教職員組合はこれらを問題視し、交渉を行っていたが、2014年1月に厚生労働省保険局保険課長名の通知「厚生年金保険及び健康保険の被保険者資格に係る雇用契約又は任用が数日空けて再度行われる場合の取扱いについて」（保保発0117第2号・第3号）が健保組合理事長・日本年金機構事業管理部門担当理事宛に出され、これを受けて1月29日に総務省自治行政局公務員部福利課から各都道府県人事担当課・各政令指定都市人事担当課・各都道府県市町村担当課宛に出された事務連絡「厚生年金保険及び健康保険の被保険者資格の取り扱いについて」によって、一定期間の空白があっても、勤務実態に応じて保険・年金の継続を認めることとなり、あわせて総務省自治行政局公務員部長名での通知「臨時・非常勤職員及び任期付職員の任用等について」（総行公第59号）によって、空白の一日問題は大きく前進した。ただし、任用切れ期間そのものの解消には至っていない。

## 臨時的採用教員をテーマにした映像作品
- サンキュー先生
- ハガネの女シリーズ